# فرکانس رابی
فرکانس رابی، فرکانس نوسانات برای گذارهای اتمی در میدان نور است. همچنین اندازه افت و خیز بین جمعیت ترازها را نشان می‌دهد. و با شدت جفت شدگی  شدت نور و گذار اتم مرتبط است. گذار رابی بین ترازهای یک سیستم ۲ ترازی که با تشدید نور توصیف  می‌شود، در فرکانس رابی اتفاق خواهد افتاد. فرکانس رابی یک مفهوم شبه کلاسیکی است که بر پایه‌گذار کوانتومی اتم و میدان کلاسیکی نور است. در بحث آزمایش تشدید مغناطیسی هسته‌ای(NMR)، فرکانس رابی، فرکانس رقص محوری برای یک نمونه  بردار مغناطیدگی  هسته‌ای خالص حول یک میدان با فرکانس  رادیویی است. (توجه داشته با شید که این  فرکانس متمایز از فرکانس لارمور است که حرکت تقدیمی مغناطیدگی هسته‌ای عرضی را حول یک میدان الکتریکی ثابت مشخص می‌کند.)

## تعریف

پویانمایی رزونانس بهینه و دامنه فرکانس

فرکانس رابی به صورت زیر تعریف می‌شود:
{\displaystyle \chi _{i,j}={{\vec {d}}_{i,j}\cdot {\vec {E}}_{0} \over \hbar }}
که{\displaystyle \scriptstyle {{\vec {d}}_{i,j}}}گشتاور دوقطبی گذار برای گذاز {\displaystyle \scriptstyle {i\rightarrow j}}می‌باشد و همچنین{\displaystyle \scriptstyle {{\vec {E}}_{0}={\hat {\epsilon }}E_{0}}}دامنه میدان الکتریکی برداری است که شامل قطبش نیز می‌باشد. صورت عبارت فوق دارای دیمانسیون انرژی است که با تقسیم بر{\displaystyle \scriptstyle {\hbar }}فرکانس زاویه‌ای را خواهد داد
. با وجود اینکه{\displaystyle \scriptstyle {{\vec {d}}_{i,j}={\vec {d}}_{j,i}^{*}}},اما باز هم نمی‌توان فرض کرد که {\displaystyle \scriptstyle {\chi _{i,j}=\chi _{j,i}^{*}}}چون{\displaystyle \scriptstyle {{\hat {\epsilon }}E_{0}}}ممکن است یک عدد مختلط باشدمثلا در موردی که نور به صورت دایروی قطبیده است.
با مقایسه با دو قطبی کلاسیکی، واضح است که یک اتم با گشتاور دوقطبی بزرگ، به اختلالات میدانهای الکتریکی و مغناطیسی بسیار حساس خواهد بود. ضرب داخلی شامل یک فاکتور{\displaystyle \cos \theta }است، که {\displaystyle \theta }زاویه بین قطیش نور و گشتاور دوقطبی  گذاز است. وقتی که آن‌ها موازی یا پاد موازی هستند برهم کنش بیشترین مقدار را به خود خواهد گرفت و در حالتی که این دو عمود برهم باشند اصلاً هیچ برهم کنشی وجود نخواهد داشت. دامنه میدان الکتریکی برداری هر دو مفهوم  قطبش و شدت نور را تعریف می‌کند.
در سیستم‌های واقعی با بیش از دو تراز، مؤلفه درست  ماتریس گذار دو قطبی برای  گذار مربوطه باید  محاسبه شود. هنگام فرمول بندی کردن فرکانس رابی، ضرائب صحیح کلبش-گوردون  باید در نظر گرفته شوند که در این زمینه اغلب اشتباهاتی در تمام متون علمی مشاهده می‌شود.
همچنین برخی نشریات از تعریف‌های مختلف برای فرکانس رابی استفاده می‌کنند که توسط یک عامل ۲از آنچه ما تعریف کرده‌ایم کوچکتر است.

## فرکانس رابی تعمیم یافته
برای نورهای بدون تشدید با گذار، اغلب فرکانس رابی تعمیم یافته {\displaystyle \Omega _{i,j}}را تعریف می‌کنند. گذار رابی در واقع در در فرکانس رابی تعمیم یافته اتفاق می‌افتد:
{\displaystyle \Omega _{i,j}={\sqrt {|\chi _{i,j}|^{2}+\Delta ^{2}}}}
که در آن {\displaystyle \Delta =\omega _{\text{light}}-\omega _{\text{transition}}} میزان‌سازی (Detuning) را نشان می‌دهد که روشی است برای اندازه‌گیری اینکه نور چقدر در گذار با حالت بدون تشدید قرار دارد.